# Біт (музика)
- Див. Біт (значення)

Біт в популярній музиці (від англ. beat — удар) — У широкому сенсі — метроритмічна пульсація в музиці. Також термін біт (англ. Drum beat) може позначати будь-який одинарний удар по ударному інструменту, або серію таких ударів (англ. Drum cadence), які створюють певну ритмічну структуру (pattern). Біт може бути визначати або бути характерним для того чи іншого музичного стилю.
Тип біту визначається трактуванням метричної структури такту, співвідношенням дольових і ритмічних акцентів, ступенем їх збігу або розбіжності. Як правило, регулярному, строго організованому біту протиставляється вільніша і гнучкіша ритміка. Постійно виникаючі мікрозмішення ритмічних акцентів відносно долей такту підсилюють враження імпульсної, внутрішньої конфліктності і пружності музичного руху.

## Упоп-музиці
- Бек-біт (back bit)
- Four to the floor, що домінує в танцювальній музиці з 1960-х. Чотири удари по бас-барабану
- Драйв (Drive), популярний в солу, коли б'ють в малий барабан на кожну долю 4/4 такту.

## Ухардкорітаважкому металі
- blast beat
- skank beat
- d-beat — також відомий як «fast beat»
- scissor beat
- banana beat

## Утехнотаелектронній музиці
- брейк-біт
- 4-beat — музичний жанр
- big beat
- beat juggling

## Уджазі
- граунд-біт — Стійка регулярна пульсація, що збігається з метричною структурою такту.
- офф-біт (англ. off beat) — біт, що відхиляється від строгої метричної пульсації. Один з найважливіших засобів створення метроритмічних конфліктів в джазі.
- он-біт (англ. on beat) — біт, що наближається до строгої метричної пульсації.
- ту-біт (англ. two beat) — акцентування інструментами ритмічної групи двох долей такту: першої і третьої в регтаймі та новоорлеанському стилі; другої та четвертої — в диксиленді та чиказькому стилі.
- фор-біт (англ. four beat) — рівномірне акцентування чотирьох долей такту. Характерне для негритянського джазу і свінгу.